# Children, Kinder, Enfants
Chansons représentant le Luxembourg au Concours Eurovision de la chanson
100 % d'amour
(1984) L'Amour de ma vie
(1986)
Children, Kinder, Enfants est la chanson représentant le Luxembourg au Concours Eurovision de la chanson 1985. Elle est interprétée par Margo, Franck Olivier, Diane Solomon, Ireen Sheer, Malcolm et Chris Roberts. La chanson est interprétée principalement en français, avec un contre-chant chanté en anglais et en allemand.

## Eurovision
Les chanteurs sont de différentes nationalités : Margo est néerlandaise, Franck Olivier est Luxembourgeois (le 4e représentant luxembourgeois ayant la nationalité du Grand Duché après Camillo Felgen, Monique Melsen et Sophie Carle), Diane Solomon est américaine, Malcolm Roberts et Ireen Sheer sont britanniques et Chris Roberts est allemand. C'est la troisième participation d'Ireen Sheer au Concours Eurovision de la chanson : elle représente le Luxembourg en 1974 avec Bye Bye I Love You et l'Allemagne en 1978 avec Feuer.
La chanson est la dix-huitième de la soirée, suivant Kinder dieser Welt interprétée par Gary Lux pour l'Autriche et précédant Miázoume interprétée par Takis Biniaris pour la Grèce.
À la fin des votes, elle obtient 37 points et finit à la 13e place sur dix-neuf participants.

### Points attribués au Luxembourg
| 12 points | 10 points          | 8 points    | 7 points   | 6 points |
| --------- | ------------------ | ----------- | ---------- | -------- |
|           | - Portugal         | - Autriche  |            |          |
| 5 points  | 4 points           | 3 points    | 2 points   | 1 point  |
| - Israël  | - France - Norvège | - Allemagne | - Danemark | - Italie |